# Léopards (Colombie)
 (septembre 2020).
Les Léopards est un groupe intellectuel et politique qui s'est développé à partir des années 1920 et 1930 en Colombie, en opposition aux partis traditionnels. 
Composé principalement de cinq jeunes de classe moyenne initiés à la politique par le Parti Conservateur, le groupe des Léopards représentait la principale division au sein des conservateurs, à l'encontre des anciens leaders du parti, division marquée entre les Civilistas dirigés par Laureano Gómez et les « fascistes » dirigés par les Léopards, mais que lui sont après arrivé Gilberto Alzate Avendaño, Fernando Londoño Londoño et Gustavo Rojas Pinilla.
Le groupe exprimait principalement une inconformité inter-générationnelle, ce qui l'a conduit à avoir des positions divergentes qui pouvaient tomber dans divers spectres idéologiques, très socialistes pour les conservateurs, et très nationalistes pour les libéraux. Il faut prendre en compte que l'acception nationaliste donnée à l'époque (années 20) diffère du concept actuel influencé par les dictatures européennes des années 30 et 40. Son nationalisme n'était pas explicitement fasciste, bien que les thèses du fascisme européen rencontraient un certain succès dans une nombreuse branche du conservatisme colombien. En fait, les connexions directes avec des agents et des tableaux nazis dans le pays sont bien documentées (Villamil Valence, 2019, p. 72) . Cependant, il s'est aussi nourri du nationalisme européen du XXe siècle.
Il fut composé de Eliseo Arango, José Camacho Carreño, Joaquín Fidalgo Hermida, Augusto Ramírez Moreno et Silvio Villegas.

## Contexte social et politique
Pendant les années 1920, la Colombie a subi d'importants changements politiques et sociaux, avec l'apparition du socialisme dans le pays et la croissance des principales villes. Bogota commença à se développer ainsi que les classes moyennes et salariées.
Étant donné ce contexte, deux générations conservatrices ont coexisté et se sont affrontées, celle des « centenairistes » composée des politiques du siècle précédent et celle des « nouveaux » dans laquelle se trouvaient principalement les jeunesses et de nouvelles idéologies. Au début, la plupart des nouveaux était de tendance socialiste, et c'est pourquoi les Léopards surgirents au sein du parti conservateur, avec un discours marqué par un héritage républicain et catholique.

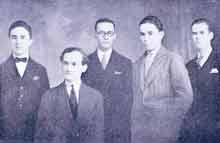
Les Léopards dans les années 1920, de gauche à droite: Silvio Villegas, Joaquín Fidalgo, Eliseo Arango, José Camacho Carreño, Augusto Ramírez Moreno. Photographie de Juan N. Gómez.

## Rhétorique

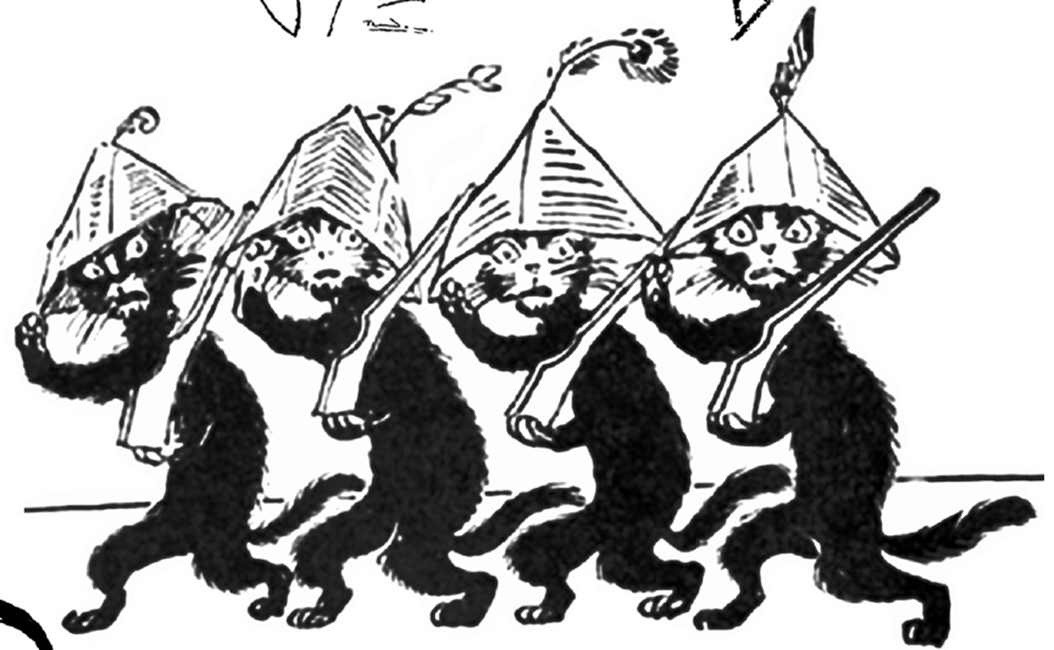
Caricature des « Léopards » (1931), par Ricardo Rendon.

Pour les Léopards, leur message nationaliste démocratique, qui était ce qui les situait dans le contexte politique, résidait dans le conflit générationnel, par exemple lorsque Silvio Villegas se rapporte à son Manifeste nationaliste en ces termes : « L'important du Manifeste n'était pas seulement dans la doctrine mais dans le geste. Pour la première fois depuis plusieurs années dans l'histoire colombienne, un groupe jeune clamait sa supériorité intellectuelle et politique, en enfreignant la tradition qui attribue au seul cœur des anciens, la possibilité de diriger avec autorité son parti et la nation. » Le Manifeste nationaliste sera mal interprété dans les années suivantes en raison du changement de perception du nationalisme avec la Seconde Guerre mondiale, rapprochant aujourd'hui le nationalisme des Léopards au patriotisme constitutionnel.
À l'égard du Parti Conservateur, Villegas dira : « nous avons besoin d'un parti processionnel qui inonde les cirques, les théâtres, les rues et les places publiques, dans une infatigable action démocratique. Notre souhait le plus important est celui d'un conservatisme ascétique, pur et stoïque, qui soit dans l'opposition ou au gouvernement la réserve morale de la patrie. Quel était le message des Léopards ? Il se trouve dans ses manifestes de 1930 et 1932. Le conservatisme doit être l'interlocuteur des classes laborieuses, vérifiant ainsi l'idée que le vrai conservatisme est la démocratie, parce que le véritable éternel est le village. En conséquence, il faut mobiliser les classes paysannes moyennant une profonde réforme agraire. Ils réagissent contre le caractère centralisé des entreprises économiques et administratives et sont anti-collaborationnistes parce qu'ils ne veulent pas être représentés au gouvernement par des Ministres qui signifient uniquement la trahison rémunérée ». De cela semble apparaître un mouvement fasciste, mais néoconservateur.
Dans le manifeste nationaliste, qui en réalité n'était pas une innovation, il est signalé que le nationalisme criollo trouve son explication dans deux facteurs qui défiguraient « la physionomie nationale » au début des années vingt : les luttes régionalistes, motivées par la répartition du budget, et le capital étranger, de plus en plus décisif pour le développement de l'économie: « Sous les signes propices qui régissent le moment historique que nous vivons se trouvent des facteurs d'infortune qui commencent à dissoudre les idées de nationalité et de patrie. L'argent de l'indemnisation américaine […] a réduit la perspective de la patrie aux contours départementaux. Ce processus se dresse contre la République en dissolvant l'esprit patriotique, l'avènement de forces économiques étrangères commence à défigurer notre physionomie ».
Au sein du conflit séculaire  entre l'autorité et l'ordre ne s'ont  pas laissé éblouir par l'étoile totalitaria que se levait en Europe  de l'avant-guerre. Il est possible qu'Hitler, Franco et Mussolini les aient séduit par leur forte image et leurs estampes de caudillos d'acier et que Charles Maurras et l'« Action Française » les influencent esthétiquement. Mais dans le fond, les  nouveaux conservateurs étaient marqués par l'idéologie démocratique conforme à leur nationalité. Si leur parti ne s'est pas prêté à l'aventure fasciste, cela est dû à la loyauté de ses membres aux principes du libéralisme philosophique du XIXe siècle. Le parti ne s'est jamais prêté à l'action dans les rues et les masses, mais est demeuré restreint à un cercle académique élitiste, avec des débats au Congrès, dans le cadre de la démocratie, très différent des fascismes.

## Débuts

### Nom

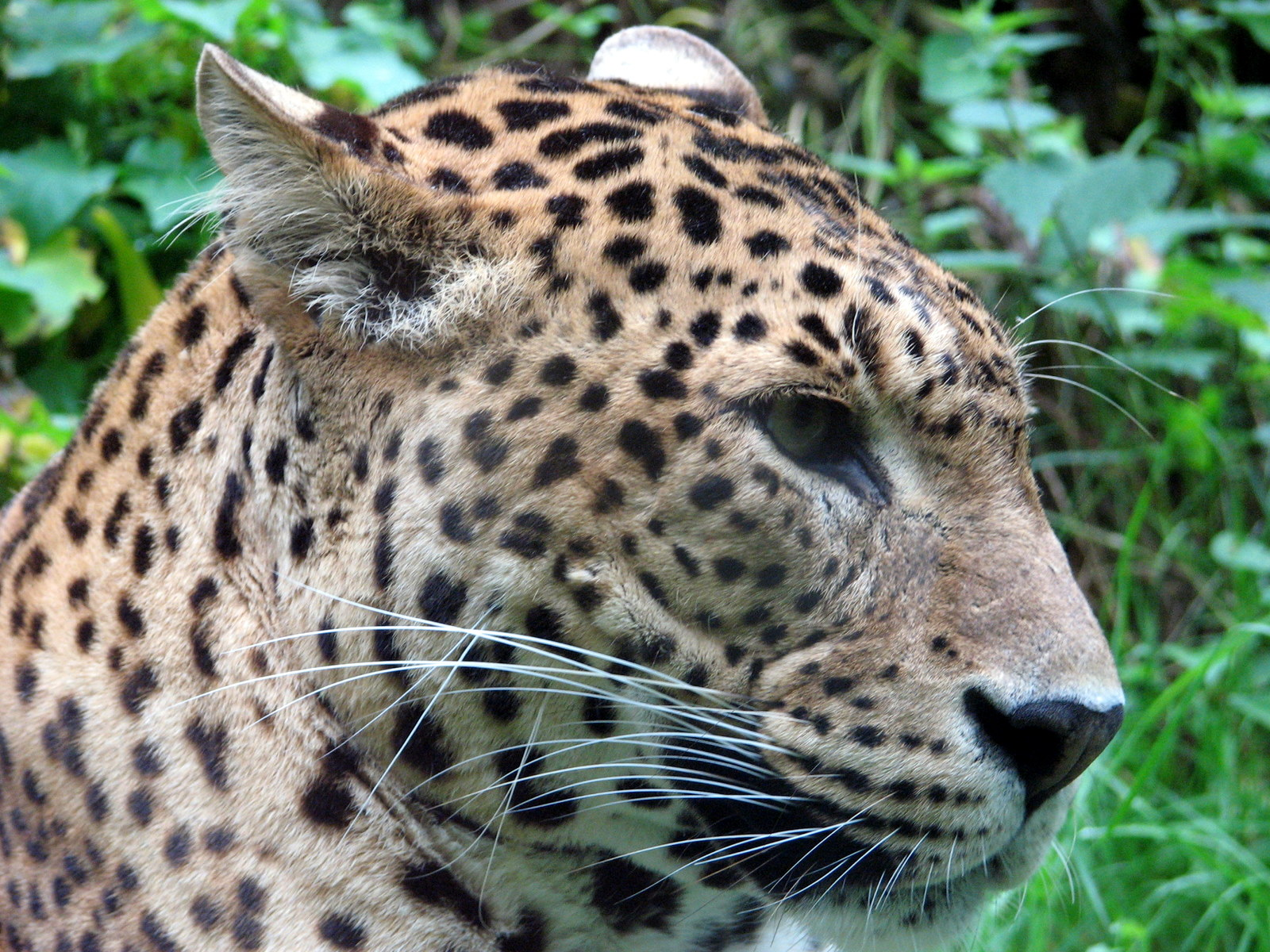
Léopard

Augusto Ramírez Brun a attribué le nom au groupe: « Mes enfants, vous devez vous baptiser. Vous devez adopter un nom de guerre, quelque chose qui donne une sensation d'agilité, de fiereza, quelque chose de carnassier comme les léopards », bien que d'autres versions assurent que Germán Arciniegas est celui qui a donné ce nom au groupe en référence à un cirque qui exhibait des léopards,.
Le nom de «Léopards» correspond à l'acronyme Légion Organisée pour la Restauration de l'Ordre Social

### La presse
Les Léopards, notamment Augusto Ramírez, Camacho Carreño, Eliseo Arango et Silvio Villegas, ont activement contribué à des journaux, parmi lesquels Le Nouveau Temps, aussi bien qu'ils ont à son tour participé à autres milieux avec une moindre diffusion aussi bien qu'ils le sont allés[Quoi ?] Le débat et La Patrie. Ils exposèrent également leurs idées dans la revue républicaine Universidad et dans le journal Los Nuevos.

## Développement intellectuel
Les Léopards, en tant qu'importante scission du Parti Conservateur, représente à son tour un héritage qui parvint à influencer d'autres membres du parti tels que Gilberto Alzate Avendaño, avec des idées principalement hégeliennes et corporatistes résumées ainsi par Silvio Villegas : « Thèse : capitalisme, antithèse : socialisme, synthèse : corporatisme »